# The Tiger's Coat
The Tiger's Coat er en amerikansk stumfilm fra 1920 af Roy Clements.

## Medvirkende
- Lawson Butt som Alexander MacAllistter
- Tina Modotti som Jean Ogilvie / Maria de la Guarda
- Myrtle Stedman som Mrs. Carl Mendall
- Miles McCarthy som Andrew Hyde
- Frank Weed som Frederick Bagsby
- J. Jiquel Lanoe som Carl Mendall
- Nola Luxford som Clare Bagsby